# Janne Nehrman
John (Janne) Herman Nehrman, född 6 juni 1834 i Jönköping, död 21 oktober 1905 i Vadstena, var en svensk målarmästare, teckningslärare, rådman och konstnär.
Han var son till hattmakaren Johan Peter Nehrman och Carolina Ågren och från 1863 gift med Lotten Rydberg samt far till tecknaren Ernst och John Nehrman. Han utbildade sig till yrkesmålare i Tyskland, Köpenhamn och Stockholm. Därefter studerade han vid Svenska Slöjdföreningens skola i Stockholm. Han bosatte sig i Vadstena i början av 1860-talet där han etablerade en målerirörelse. Han anställdes 1862 som teckningslärare vid Vadstena läroverk. Han utförde en stor mängd profana dekorationsmålningar i Närke och ett antal kyrkmålningar i Östergötland. Hans stafflikonst består av oljemålningar med motiv från Stockholms omgivningar.  